# Othmar Blumer
Othmar Blumer (Glarus, 10 augustus 1848 - Rorbas, 25 april 1900) was een Zwitsers politicus voor de Vrijzinnig-Democratische Partij uit het kanton Zürich.

## Biografie
Othmar Blumer is een kleinzoon van Samuel Schindler en een schoonzoon van Salomon Volkart. Hij studeerde aanvankelijk in Neuchâtel en volgde vervolgens handelsstudies in Winterthur. Later werd hij commercieel en industrieel directeur bij de onderneming Blumer et Biedermann, eveneens in Winterthur. In 1877 verhuisde hij naar Rorbas, waar hij in de spinnerij en weverij van Rorbas-Freienstein zou werken.
Van 1874 tot 1887 was hij rechter in de handelsrechtbank. Hij was een eerste maal van 1872 tot 1875 en een tweede maal van 1878 tot 1887 lid van de Kantonsraad van Zürich, het kantonnale parlement. Van 2 juni 1890 tot 25 april 1900 was hij nadien op federaal niveau lid van de Kantonsraad, waarvan hij van 7 december 1896 tot 8 juni 1897 voorzitter was. Hij legde zich in de Kantonsraad toe op militaire en economische kwesties.
In het Zwitserse leger had hij de graad van kolonel in de cavalerie.